# Коледимецо
Коледимецо (итал. Colledimezzo) је насеље у Италији у округу Кјети, региону Абруцо.
Према процени из 2011. у насељу је живело 512 становника. Насеље се налази на надморској висини од 489 м.

## Становништво
Према резултатима пописа становништва 2011. у општини је живело 531 становника.
| 1931. | 1936. | 1951. | 1961. | 1971. | 1981. | 1991. | 2001. | 2011. |
| ----- | ----- | ----- | ----- | ----- | ----- | ----- | ----- | ----- |
| 1.354 | 1.371 | 1.420 | 1.268 | 710   | 596   | 628   | 592   | 531   |